# Speos Artemidos
De Speos Artemidos (Grieks: Σπεος Αρτεμιδος, Grot van Artemis) was een heiligdom voor de godin Pachet in het Oude Egypte. De archeologische site bevindt zich ongeveer 2 km ten zuiden van de Middenrijkse tomben van Beni Hasan, (zowat 28 km ten zuiden van Al Minya). De site ligt in een klein dorp dat tegenwoordig Istabl Antar wordt genoemd.

## Antieke bezienswaardigheden
Er bevinden zich twee tempels, beide aan de godin Pachet gewijd, die onder de Ptolemeërs werd gelijkgesteld aan Artemis, vandaar de naam Grot van Artemis. Het zijn rotstempels, die uit de kliffen aan de oostkant van de Nijl werden uitgehouwen. Het oude heiligdom werd door koningin Hatsjepsoet gerestaureerd en zij liet ook de nieuwe tempel bouwen. Deze bevat een architraaf met lange tekst waarin zij de heerschappij van de Hyksos aan de kaak stelt (Urk. IV, 383-391).
De vorm van deze tempel is origineel en uniek voor de Egyptische tempelbouw. De tempel bestaat uit een pronaos (transversale zuilenhal) met een façade van 15 m, met daarachter het heiligdom. De hal had een dubbele zuilenrij van vier zuilen elk, waarvan alleen de drie oostelijke, die de ingang vormen, zijn overgebleven. Er staat een inscriptie over 42 kolommen die zich richt tot de godheid en tot de mensen, en waarin de regeertijd van Hatsjepsoet over die plaats en de hele regio wordt voorgesteld. De faraonische koningin wordt er geroemd voor het herstellen van deze monumenten die minder dan 60 jaar eerder onder de Hyksos waren vernield. Op de zuilen die de pronaos ondersteunen staan aan de buitenkant Hathor en Osiris aan de binnenzijde afgebeeld.
Op de pilaren zijn de Cartouches van Thoetmoses III, Seti I en waarschijnlijk ook Pinedjem I terug te vinden. Aan de oostelijke tempelwand bevinden zich scènes uit de regeerperiode van Hatsjepsoet, maar ze zijn onder Seti I doorgroefd. Op de poort aan de oostkant staat de cartouche van Seti I met daarachter die van Pinedjem I en de rode kroon. In de gang is de kroning van Seti I afgebeeld die gepaard gaat met offergaven aan de godin Pachet.
Waarschijnlijk lag op deze plaats ooit eerder reeds een oudere tempel voor de lokale godin, maar daar zijn geen sporen van teruggevonden. Hatsjepsoet heeft de tempel aan de meer algemene godinnencultus gewijd. Decoraties aan de binnenzijde zijn deels van Seti I afkomstig, op sommige plaatsen vervangt zijn naam die van Hatsjepsoet.